# Osiek (powiat lubiński)

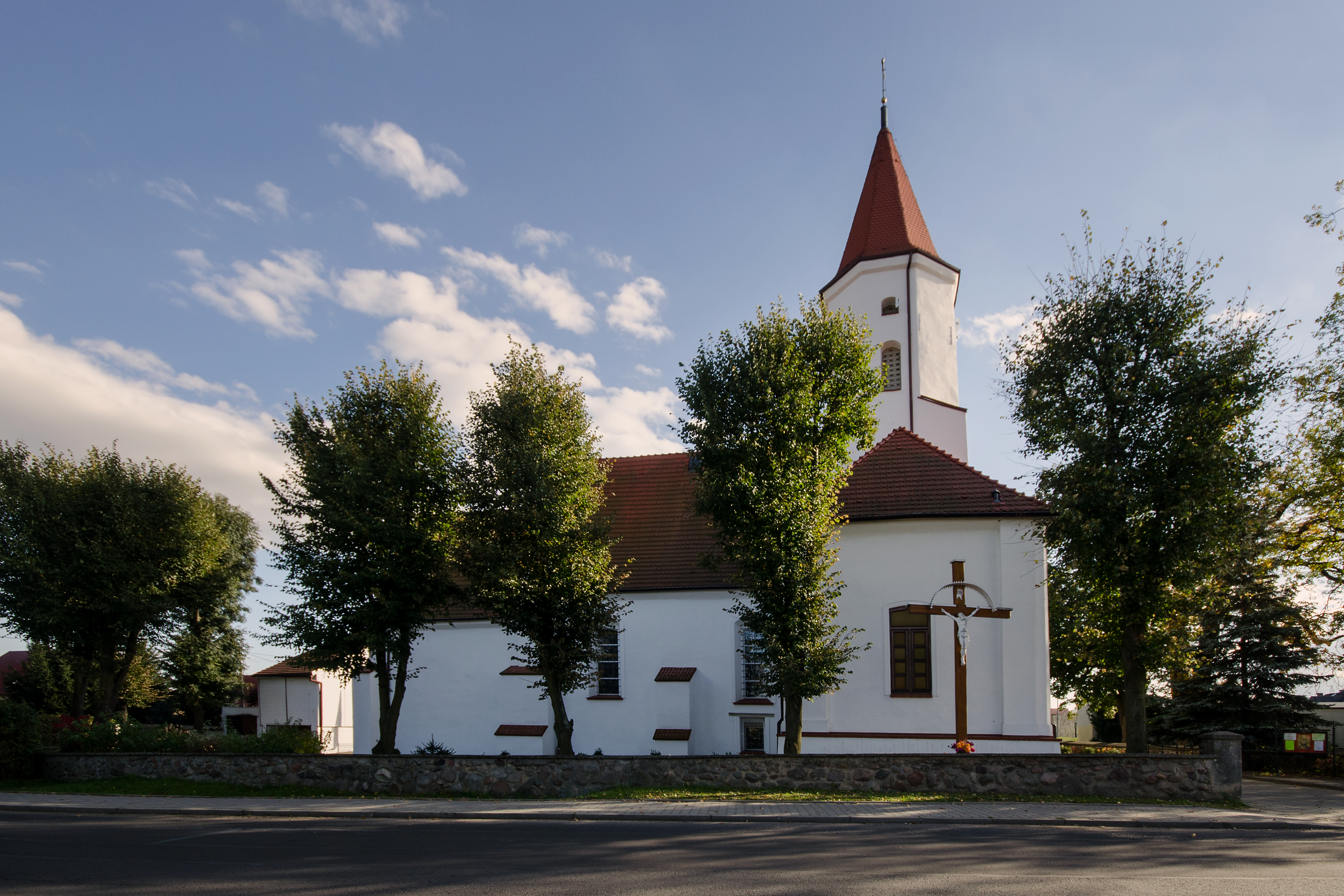
Kościół Chrystusa Króla w Osieku

Osiek (do 1945 niem. Ossig) – wieś w Polsce położona w województwie dolnośląskim, w powiecie lubińskim, w gminie Lubin, sąsiadująca z Lubinem.

## Podział administracyjny
W latach 1975–1998 miejscowość należała administracyjnie do województwa legnickiego.

## Demografia
Według Narodowego Spisu Powszechnego (IX 2021 r.) liczył 2210 mieszkańców. Jest największą miejscowością gminy Lubin.

## Historia
W czasie II wojny światowej we wsi istniał niemiecki obóz jeniecki, w którym przetrzymywano głównie Rosjan. W latach 60. XX wieku pracę w Osieku zapewniały liczne państwowe gospodarstwa rolnicze (PGR-y). Do dziś na terenie wsi stoi wiele stodół i domów z czasów funkcjonowania PGR-ów.

## Zabytki
Do wojewódzkiego rejestru zabytków wpisane są:
- kościół filialny pw. Chrystusa Króla, z XVI wieku, odbudowany w latach 1997–2000
- cmentarz przykościelny
- teren dawnego cmentarza ewangelickiego, z 1883 r. znajduje się w lesie niedaleko przystanku, obecnie zdewastowany i ograbiony

inne zabytki:
- pałac z około XVIII wieku, który nadal jest zamieszkiwany

## Usługi

### Handel
- Przy ulicy Świętej Katarzyny 14 znajduje się supermarket Dino.

### Sport i rekreacja
- Przy ulicy Miedzianej 69 znajduje się świetlica wiejska, a przy niej boisko do piłki nożnej, kort tenisowy, siłownia zewnętrzna, plac zabaw dla dzieci i altana.
- Przy ulicy Cichej znajduje się park utworzony na terenie dawnego cmentarza ewangelicko-augsburskiego.

### Edukacja
- W budynku przy ulicy Świętej Katarzyny 75a mieści się filia Szkoły Podstawowej im. Janusza Korczaka w Niemstowie oraz punkt przedszkolny.

## Osoby związane z miejscowością
- Kaspar Schwenkfeld (1489–1561) – reformator religijny urodzony w Osieku; tu w rodzinnym majątku ziemskim stworzył własną doktrynę religijną i założył pierwszą grupę wyznawców (szwenkfeldystów), jest ich obecnie około 3000 w Stanach Zjednoczonych.

## Komunikacja
Przez Osiek przebiega trasa linii nr 4 i 104 komunikacji miejskiej w Lubinie.